# کاساندرا نوا
کاساندرا نُوا اگزاویر (به انگلیسی: Cassandra Nova Xavier) یک شخصیت خیالی ابرشرور در کتاب‌های کامیک آمریکایی منتشر شده توسط مارول کامیکس است که اغلب با مردان ایکس در ارتباط است. کاساندرا نووا توسط نویسنده گرنت موریسون و هنرمند فرنک کوئایتلی خلق شده است که برای اولین بار در شمارهٔ ۱۱۴ از مجموعه کمیک مردان ایکس جدید (ژوئیه ۲۰۰۱) معرفی شد. او از نژاد مومودرای است، گونه‌ای از زندگی انگلی که بدون جسم از قلمرو معنوی متولد شده است.
کاساندرا خواهر دوقلوی رهبر و بنیانگذار گروه مردان ایکس، پروفسور ایکس (چارلز اگزاویر) است. زمانی که در رحم در کنار یکدیگر بودند، چارلز شخصیت شیطانی او را تشخیص داد و او را کشت و در نتیجه مرده به دنیا آمد. مومودرای که به کاساندرا تبدیل شد، به‌طور دورآگاهی با اگزاویر در هم پیچیده شد و به خود کاساندرا قدرت‌های دورکاری ذهن اعطا کرد، از جمله توانایی خروج از رحم و خلق بدن، که با آن او به دنبال انتقام از چارلز بود. به عنوان سایه تاریک ایدئولوژیکیه اگزاویر که تمایل ذاتی به نابودی و نسل‌کشی دارد، نوا به سبب مسئول کشتار جمعی ۱۶ میلیون جهش‌یافته در سرزمین خیالی جهش‌یافته‌ها، «گنوشا» بدنام است.
این شخصیت اولین حضور لایو اکشن خود را در فیلم ددپول و ولورین (۲۰۲۴) از دنیای سینمایی مارول (ام‌سی‌یو) با نقش‌آفرینی اما کورین انجام داد.